# Fernando Vicente
Fernando Vicente Fibla (Benicarló, 8 de março de 1977) é um ex-tenista profissional espanhol.